# Саша Пет
Саша Пет (нім. Sascha Paeth; 9 вересня 1970, Вольфсбург, НДР) — німецький гітарист, басист, музичний продюсер і міксер, який прославився завдяки роботам з такими гуртами, як Avantasia, Edguy, Angra, Shaaman, Rhapsody of Fire, Kamelot, After Forever, Epica, Red Key. В нього є власна студія в передмісті Вольфсбурга, "Gate Studios", яка спочатку була призначена для запису його колишнього гурту Heaven's Gate.
Саша спродюсував багато альбомів разом з Міро. У 2004 році він продюсував рок-оперу Aina, в якій виступили багато відомих хеві-метал музикантів.
У 2007 році Саша і Міро допомогли відновити метал-оперу Тобіаса Саммета Avantasia, спродюсувавши альбоми трилогії "The Wicked Trilogy" і, також, виступаючи на світових турах в їх підтримку як гітарист і клавішник відповідно.

## Участь
| Рік  | Музичний колектив         | Альбом/EP/Сингл                                          | Роль                                                                                  |
| ---- | ------------------------- | -------------------------------------------------------- | ------------------------------------------------------------------------------------- |
| 1989 | Heavens Gate              | In Control                                               | музикант                                                                              |
| 1990 | Heavens Gate              | Open the Gate and Watch (EP)                             | музикант                                                                              |
| 1991 | Heavens Gate              | Livin' in Hysteria                                       | продюсер, музикант                                                                    |
| 1992 | Heavens Gate              | More Hysteria (EP)                                       | продюсер, музикант                                                                    |
| 1992 | Heavens Gate              | Hell for Sale!                                           | продюсер, музикант                                                                    |
| 1992 | Viper                     | Evolution                                                | бек-вокал                                                                             |
| 1992 | Viper                     | Vipera Sapiens (EP)                                      | бек-вокал                                                                             |
| 1993 | Heavens Gate              | Live for Sale!                                           | музикант                                                                              |
| 1993 | Angra                     | Angels Cry                                               | продюсер разом з Чарлі Бойрфейдом, музикант                                           |
| 1993 | Gamma Ray                 | Insanity and Genius                                      | звукорежисер, музикант                                                                |
| 1995 | Gamma Ray                 | Land of the Free                                         | музикант                                                                              |
| 1996 | Heavens Gate              | Planet E.                                                | продюсер з Міро, звукорежисер, мікшування, музикант                                   |
| 1996 | Angra                     | Holy Land                                                | продюсер разом з Чарлі Бойрфейдом, звукорежисер                                       |
| 1996 | Angra                     | Freedom Call (EP)                                        | продюсер разом з Чарлі Бойрфейдом, звукорежисер                                       |
| 1997 | Rhapsody                  | Legendary Tales                                          | продюсер разом з Міро, музикант, звукорежисер, мікшування                             |
| 1998 | Angra                     | Fireworks                                                | клавішні і програмування                                                              |
| 1998 | Rhapsody                  | Symphony of Enchanted Lands                              | продюсер разом з Міро, звукорежисер, мікшування, мастерінг, музикант                  |
| 1999 | Kamelot                   | The Fourth Legacy                                        | продюсер разом з Міро, звукорежисер, мікшування, мастерінг, музикант                  |
| 1999 | Luca Turilli              | King of the Nordic Twilight                              | продюсер разом з Міро, звукорежисер, мікшування, мастерінг, музикант                  |
| 1999 | Running Wild              | Black Hand Inn                                           | звукорежисер, програмування                                                           |
| 1999 | Heavens Gate              | In the Mood (EP)                                         | продюсер разом з Міро, звукорежисер, мікшування, мастерінг, музикант                  |
| 1999 | Heavens Gate              | Menergy                                                  | продюсер разом з Міро, звукорежисер, мікшування, мастерінг, музикант                  |
| 1999 | Mob Rules                 | Savage Land                                              | мікшування, мастерінг                                                                 |
| 2000 | Kamelot                   | The Expedition                                           | продюсер, звукорежисер, мікшування, мастерінг                                         |
| 2000 | Rhapsody                  | Dawn of Victory                                          | продюсер разом з Міро, звукорежисер, мікшування, мастерінг                            |
| 2000 | Rhapsody                  | "Holy Thunderforce" (CD5")                               | продюсер разом з Міро, звукорежисер, мікшування, мастерінг                            |
| 2000 | Mob Rules                 | Temple of Two Suns                                       | мікшування, мастерінг, музикант                                                       |
| 2000 | Avalon                    | Eurasia                                                  | продюсер, звукорежисер, мікшування, мастерінг                                         |
| 2000 | Brainstorm                | Ambiguity                                                | мікшування, мастерінг                                                                 |
| 2001 | Kamelot                   | Karma                                                    | продюсер разом з Міро, звукорежисер, мікшування, мастерінг, музикант                  |
| 2001 | Rhapsody                  | Rain of a Thousand Flames                                | продюсер разом з Міро, звукорежисер, мікшування, мастерінг                            |
| 2001 | Ambeon                    | Fate of a Dreamer                                        | мастерінг                                                                             |
| 2001 | Gun Barrel                | Power Dive                                               | мастерінг                                                                             |
| 2001 | Virgo                     | Virgo                                                    | продюсер, звукорежисер, мікшування, мастерінг, музикант                               |
| 2001 | Gigantor                  | Back to the Rockets!!!                                   | звукорежисер, мікшування, мастерінг, музикант                                         |
| 2001 | Various Artists           | Tribute to Helloween: Keeper of Jericho                  | музикант                                                                              |
| 2002 | Rhapsody                  | Power of the Dragonflame                                 | продюсер разом з Міро, звукорежисер, мікшування, мастерінг, музикант                  |
| 2002 | Luca Turilli              | Prophet of the Last Eclipse                              | продюсер разом з Міро, звукорежисер, мікшування, мастерінг, музикант                  |
| 2002 | Luca Turilli              | Demonheart (EP)                                          | продюсер разом з Міро, звукорежисер, мікшування, мастерінг, музикант                  |
| 2002 | Shaaman                   | Ritual                                                   | продюсер, звукорежисер, мікшування, музикант                                          |
| 2002 | At Vance                  | Only Human                                               | мікшування                                                                            |
| 2002 | Avantasia                 | The Metal Opera Part II                                  | звукорежисер                                                                          |
| 2003 | Kamelot                   | Epica                                                    | продюсер разом з Міро, звукорежисер, мікшування, мастерінг, музикант                  |
| 2003 | Epica                     | The Phantom Agony                                        | продюсер, звукорежисер, мікшування                                                    |
| 2003 | Aina                      | Days of Rising Doom                                      | продюсер, звукорежисер, мікшування, автор текстів, музикант                           |
| 2003 | After Forever             | Exordium (EP)                                            | мікшування                                                                            |
| 2003 | Edguy                     | Burning Down the Opera                                   | звукорежисер                                                                          |
| 2003 | Taraxacum                 | Rainmaker                                                | мікшування, мастерінг                                                                 |
| 2003 | Galloglass                | Legends from Now and Nevermore                           | мастерінг                                                                             |
| 2003 | Invictus                  | Black Heart                                              | мастерінг                                                                             |
| 2004 | Gigantor                  | Giant Robot Spare Parts Vol. 1                           | співпродюсер, звукорежисер                                                            |
| 2004 | Rhapsody                  | The Dark Secret (EP)                                     | співпродюсер, звукорежисер, мікшування                                                |
| 2004 | Rhapsody                  | Symphony of Enchanted Lands II: The Dark Secret          | співпродюсер, звукорежисер, мікшування                                                |
| 2004 | Lunatica                  | Fables & Dreams                                          | продюсер, мікшування, мастерінг                                                       |
| 2004 | After Forever             | Invisible Circles                                        | продюсер разом з Міро, мікшування                                                     |
| 2004 | Edguy                     | King of Fools (EP)                                       | звукорежисер                                                                          |
| 2004 | Edguy                     | Hellfire Club                                            | звукорежисер                                                                          |
| 2004 | Shaman                    | RituAlive                                                | музикант                                                                              |
| 2004 | Heavenly                  | Dust to Dust                                             | мікшування, мастерінг                                                                 |
| 2004 | Dol Ammad                 | Star Tales                                               | drums продюсері звукорежисер                                                          |
| 2004 | Asrai                     | Touch in the Dark                                        | звукорежисер, мікшування                                                              |
| 2005 | Epica                     | We Will Take You with Us                                 | мікшування                                                                            |
| 2005 | Epica                     | Consign to Oblivion                                      | продюсер з Олафом Рейтмейером, звукорежисер, мікшування, музикант                     |
| 2005 | Shaman                    | Reason                                                   | продюсер, звукорежисер, мікшування, мастерінг                                         |
| 2005 | Kamelot                   | The Black Halo                                           | продюсер разом з Міро, звукорежисер, мікшування, мастерінг                            |
| 2005 | Felony                    | First Works                                              | звукорежисер, мікшування, мастерінг                                                   |
| 2005 | Epica                     | The Score – An Epic Journey                              | співпродюсер, звукорежисер, мікшування                                                |
| 2005 | Rhapsody                  | "The Magic of the Wizard's Dream" (CD5")                 | співпродюсер, звукорежисер, мікшування                                                |
| 2005 | After Forever             | Remagine                                                 | продюсер, звукорежисер, мікшування                                                    |
| 2005 | Edguy                     | Superheroes (EP)                                         | продюсер, звукорежисер, мікшування, мастерінг                                         |
| 2005 | Олівер Гартман            | Out in the Cold                                          | продюсер разом з Олівером Гартманом, звукорежисер, мікшування, мастерінг              |
| 2006 | Edguy                     | Rocket Ride                                              | продюсер, звукорежисер, мікшування, мастерінг                                         |
| 2006 | Lunatica                  | The Edge of Infinity                                     | продюсер, звукорежисер, мікшування, мастерінг, композитор                             |
| 2006 | Luca Turilli              | The Infinite Wonders of Creation                         | співпродюсер, звукорежисер, мікшування, мастерінг, музикант                           |
| 2006 | Luca Turilli's Dreamquest | Lost Horizons                                            | співпродюсер, звукорежисер, мікшування, мастерінг, музикант                           |
| 2006 | Rhapsody                  | Live in Canada 2005: The Dark Secret                     | продюсер, звукорежисер, мікшування                                                    |
| 2006 | Redkey                    | Rage of Fire                                             | продюсер разом з Томасом Реттке, звукорежисер, мікшування, мастерінг, музикант        |
| 2006 | Kamelot                   | One Cold Winter's Night                                  | мікшування, мастерінг, музикант                                                       |
| 2006 | Rhapsody of Fire          | Triumph or Agony                                         | співпродюсер, звукорежисер, мікшування, мастерінг                                     |
| 2007 | Hartmann                  | Home                                                     | продюсер разом з Олівером Гартманом, звукорежисер, мікшування, мастерінг              |
| 2007 | Kamelot                   | Ghost Opera                                              | продюсер разом з Міро, звукорежисер, мікшування, мастерінг, музикант                  |
| 2007 | Epica                     | The Divine Conspiracy                                    | продюсер, звукорежисер, мікшування, мастерінг, вокальне аранжування, бек-вокал        |
| 2007 | Андре Матос               | Time to Be Free                                          | продюсер разом з Roy Z, мікшування                                                    |
| 2007 | Rhapsody of Fire          | Visions from the Enchanted Lands (DVD)                   | продюсер, звукорежисер, мікшування                                                    |
| 2007 | Asrai                     | Pearls in the Dirt                                       | продюсер, мікшування, мастерінг, бек-вокал                                            |
| 2007 | Avantasia                 | Lost in Space Part I (EP)                                | продюсер разом з Тобіасом Самметом, звукорежисер, мікшування, мастерінг, музикант     |
| 2007 | Avantasia                 | Lost in Space Part II (EP)                               | продюсер разом з Тобіасом Самметом, звукорежисер, мікшування, мастерінг, музикант     |
| 2008 | Brainstorm                | Downburst                                                | продюсер разом з Міро, звукорежисер, мікшування                                       |
| 2008 | Avantasia                 | The Scarecrow                                            | продюсер разом з Тобіасом Самметом, звукорежисер, мікшування, мастерінг, музикант     |
| 2008 | Edguy                     | Tinnitus Sanctus                                         | продюсер, звукорежисер, мікшування, мастерінг                                         |
| 2008 | Symphonity                | Voice from the Silence                                   | мікшування                                                                            |
| 2008 | Hartmann                  | Handmade - Live in Concert                               | мастерінг                                                                             |
| 2009 | Epica                     | The Classical Conspiracy                                 | продюсер, мікшування, мастерінг                                                       |
| 2009 | Brainstorm                | Memorial Roots                                           | продюсер разом з Міро, звукорежисер, мікшування                                       |
| 2009 | Epica                     | Design Your Universe                                     | продюсер, звукорежисер, мікшування, бек-вокал                                         |
| 2009 | Andre Matos               | Mentalize                                                | продюсер, звукорежисер, мікшування, бек-вокал                                         |
| 2009 | Tribe                     | Pray for Calm... Need the Chaos                          | продюсер, звукорежисер, мікшування, мастерінг, аранжування                            |
| 2009 | Lunatica                  | New Shores                                               | продюсер, звукорежисер, мікшування, мастерінг, аранжування, автор текстів             |
| 2009 | Edguy                     | Fucking with F***: Live                                  | мікшування, мастерінг                                                                 |
| 2009 | Hartmann                  | 3                                                        | продюсер разом з Олівером Гартманом, звукорежисер, мікшування                         |
| 2009 | Infinity Overture         | Kingdom of Utopia                                        | продюсер разом з Міро і Нейлсом Вейлітом, мікшування, мастерінг                       |
| 2010 | Avantasia                 | The Wicked Symphony                                      | продюсер разом з Тобіасом Самметом, звукорежисер, мікшування, мастерінг, музикант     |
| 2010 | Avantasia                 | Angel of Babylon                                         | продюсер разом з Тобіасом Самметом, звукорежисер, мікшування, автор текстів, музикант |
| 2010 | Kamelot                   | Poetry for the Poisoned                                  | продюсер разом з Міро, звукорежисер, мікшування, мастерінг, музикант                  |
| 2010 | Rhapsody of Fire          | The Cold Embrace of Fear – A Dark Romantic Symphony (EP) | звукорежисер, мікшування, музикант                                                    |
| 2010 | Rhapsody of Fire          | The Frozen Tears of Angels                               | звукорежисер, мікшування, музикант                                                    |
| 2010 | Catharsis                 | Светлый Альбомъ                                          | продюсер, звукорежисер, мікшування                                                    |
| 2010 | Diabulus in Musica        | Secrets                                                  | мастерінг                                                                             |
| 2011 | Avantasia                 | The Flying Opera                                         | співпродюсер, звукорежисер, мікшування, музикант                                      |
| 2011 | Edguy                     | Age of the Joker                                         | продюсер, звукорежисер, мікшування, музикант                                          |
| 2011 | Rhapsody of Fire          | From Chaos to Eternity                                   | звукорежисер, мікшування                                                              |
| 2011 | MaYaN                     | Quarterpast                                              | продюсер, звукорежисер, мікшування, мастерінг                                         |
| 2011 | Beyond the Bridge         | The Old Man and the Spirit                               | мастерінг                                                                             |
| 2011 | Infinity Overture         | The Infinite Overture Part 1                             | мікшування, мастерінг                                                                 |
| 2012 | Epica                     | Requiem for the Indifferent                              | продюсер, звукорежисер, мікшування, vocal lines author                                |
| 2012 | Kamelot                   | Silverthorn                                              | продюсер разом з Міро, звукорежисер, мікшування, мастерінг, музикант                  |
| 2013 | Avantasia                 | The Mystery of Time                                      | музикант, продюсер, звукорежисер, мастерінг                                           |